# Chvalatice
Obec Chvalatice (německy Chwalatitz) se nachází v okrese Znojmo v Jihomoravském kraji. Žije zde 107 obyvatel.
Sousedními obcemi sídla jsou Dešov, Štítary, Zálesí, Starý Petřín, Bítov a Lančov.

## Historie
První písemná zmínka o obci pochází z roku 1498.
Do roku 2014 zastával funkci starosty Petr Bartes, od roku 2014 je starostou Mojmír Adam.

## Obecní správa
V letech 1869–1910 k obci patřilo Zálesí.

## Pamětihodnosti
- Kostel Nalezení svatého Kříže
- Výklenková kaplička